# John Andrews
John Andrews (Houston, 5 febbraio 1952) è un ex tennista statunitense.

## Carriera
In carriera ha vinto un titolo di doppio. Nei tornei del Grande Slam ha ottenuto il suo miglior risultato raggiungendo i quarti di finale di doppio agli Australian Open nel 1975, e in singolare all'Open di Francia sempre nello stesso anno.

## Statistiche

### Doppio

#### Vittorie (1)
| Numero | Anno           | Torneo                      | Superficie  | Compagno     | Avversari in finale       | Punteggio     |
| 1.     | 24 aprile 1976 | ATP Palma, Palma di Majorca | Terra rossa | Colin Dibley | Mark Edmondson John Marks | 2-6, 6-3, 6-2 |

### Doppio

#### Finali perse (2)
| Numero | Anno              | Torneo                                | Superficie  | Compagno     | Avversari in finale              | Punteggio     |
| 1.     | 1º settembre 1975 | U.S. Pro Tennis Championships, Boston | Terra rossa | Mike Estep   | Brian Gottfried Raúl Ramírez     | 6-4, 3-6, 6-7 |
| 2.     | 1º maggio 1976    | ATP Madrid, Madrid                    | Terra rossa | Colin Dibley | Carlos Kirmayr Eduardo Mandarino | 6-7, 6-4, 6-8 |